# Немегетинська улоговина
43°30′ пн. ш. 101°00′ сх. д. / 43.5° пн. ш. 101° сх. д.
Немегетинська улоговина (монг. Немегтийн хотгор) — велика міжгірська западина, розташована на півдні пустелі Гобі, на території сомона Даланзадгад (аймак Умнеговь) у Монголії, на північ від кордону з КНР.

## Географія і геологія
На топографічних картах сама западина часто не позначається, проте саме під такою назвою вона відома серед учених-палеонтологів. З півночі западину оточують Немегетинські гори з вершинами Немегт-Уул (2769 м н.р.м.) і Алтан-Уул (2273 м); на півдні височіє пік Тост-Уул (2517 м)
У геологічному плані Немегетинська западина є дном древнього водного басейну, того, що існував 65-70 млн років тому. На заході та сході улоговина відкрита наскрізним вітрам. Щорічно велетенські маси піску, що утворюється в західній частині улоговини при руйнуванні гір, перекочовують на схід, гнані потужними весняними бурями. Сила місцевих вітрів досягає 9-бальних значень в період між березнем і травнем. У довжину улоговина досягає 200 км, завширшки близько 50. Всю її вкривають піщані дюни, порослі саксаулом. Води у самій западині майже немає, окремі колодязі є у передгір'ях. Біля гір, де є колодязі, є юртові стійбища напівкочових монголів. Найближчий постійний населений пункт — центр сомону Ноєн, розташований в 120 км від краю улоговини. У центрі самої улоговини орієнтуватися неозброєним оком досить складно, оскільки через її досить великі розміри гірські хребти, що оточують її, не видно. Відстань до Улан-Батора становить близько 900 км.

## Палеонтологічне значення
Ця западина, разом з Патагонією, африканським Тендагуру і Нью-Мехіко, стала всесвітньо відома завдяки трьом великим місцезнаходженням викопних кісток динозаврів. В результаті багатовікової водної та вітрової ерозії викопна фауна регіону виявилася майже на самій її поверхні.
У 1925 році в червоних піщаниках Баянзагу американська експедиція знайшла численні скелети динозаврів і їх скам'янілі яйця на площі близько 20 км².
У 1946 році палеонтологічна експедиція, якою керував професор І. О. Єфремов, відкрила два інші місцезнаходження велетенських динозаврів в западині. Серед знайдених в улоговині тварин є кістки тарбозаврів, теризинозаврів, зауролофів і велоцирапторів.